# Два бреста (Лешок)
Два бреста (на македонска литературна норма: Два Бреста, Коларица, Света Недела) е археологически обект, селище от Римската епоха край положкото село Лешок, Северна Македония.

## Местоположение
Местността е на 2 km южно от селото, от лявата страна на пътя Тетово – Вратница. Малко по̀ на север е римският некропол в местността Църници.

## Описание
В 1953 година при засаждане на овощна градина са открити останките от основите на няколко сгради и водопроводната мрежа. В същата година и в 1979 година са извършени археологически проучвания от Музея на Македония и Музея на Тетовския край, при които е открита и проучена вила рустика. Днес на повърхността все още могат да бъдат намерени фрагменти от керамични съдове, светилници и стъклени съдове. Открити са и накити и монети от II – III век.